# Liste des maires de Bouthéon
Cette page présente la liste chronologique des maires de l'ancienne commune de Bouthéon (département de la Loire), depuis la Révolution et jusqu'à sa fusion avec l'ancienne commune d'Andrézieux en 1965.

## Liste des maires
| Période | Période | Identité              | Étiquette | Qualité |
| ------- | ------- | --------------------- | --------- | ------- |
| 1789    | 1791    | Jérôme Garnier        |           |         |
| 1791    | 1792    | Jean Brizet           |           |         |
| 1792    | 1808    | Benoit Massard        |           |         |
| 1808    | 1813    | Jean-Jacques Desmaret |           |         |
| 1813    | 1813    | Louis Clapeyron       |           |         |
| 1813    | 1825    | Mathieu Clapeyron     |           |         |
| 1825    | 1837    | Jean Bournat          |           |         |
| 1837    | 1853    | Joseph Filhol         |           |         |
| 1853    | 1855    | Jean Devant           |           |         |
| 1855    | 1858    | Jean Descot           |           |         |
| 1858    | 1870    | Antoine Devant        |           |         |
| 1870    | 1871    | François Juban        |           |         |
| 1871    | 1871    | Eustache Padet        |           |         |
| 1871    | 1874    | François Juban        |           |         |
| 1874    | 1876    | Antoine Devant        |           |         |
| 1876    | 1878    | Michel Tronchon       |           |         |
| 1878    | 1909    | Jean-Marie Devant     |           |         |
| 1909    | 1912    | Jean-Claude Mallard   |           |         |
| 1912    | 1919    | Victor Cauro          |           |         |
| 1919    | 1935    | Héand Lornage         |           |         |
| 1935    | 1944    | Jean Devant           |           |         |
| 1944    | 1944    | Jean-Marie Forissier  |           |         |
| 1944    | 1949    | Raoul Rollot          |           |         |
| 1949    | 1953    | André Touzot          |           |         |
| 1953    | 1965    | Jean Imbert           |           |         |

## Compléments